# Zentrale Zulagenstelle für Altersvermögen
Die Zentrale Zulagenstelle für Altersvermögen (ZfA) mit Sitz in der Stadt Brandenburg an der Havel ist eine Verwaltungseinheit der Deutschen Rentenversicherung Bund. Sie führt Aufgaben nach dem Abschnitt XI des Einkommensteuergesetzes (Altersvorsorgezulage) durch. Ferner obliegt der ZfA die Organisation der elektronischen Rentenbezugsmitteilungen nach § 22a EStG sowie die elektronischen Meldeverfahren der Kranken- und Pflegeversicherungen, Basisrenten und Zuschüsse/Erstattungen zu Vorsorgeaufwendungen nach § 10 EStG. Die ZfA unterliegt der Fachaufsicht des Bundeszentralamtes für Steuern (§ 5 FVG).
Personen erhalten Leistungen der ZfA auf Basis ihrer Zulagenummer. Ist bereits eine Sozialversicherungsnummer vorhanden, dient diese gleichzeitig als Zulagenummer, ansonsten wird eine Zulagenummer durch die ZfA vergeben.

## Geschichte
Mit dem Altersvermögensgesetz wird seit 1. Januar 2002 der Aufbau einer freiwilligen Altersvorsorge durch Sonderausgabenabzug und/oder durch eine Altersvorsorgezulage gefördert (sogenannte „Riester-Rente“). Die mit der Altersvorsorgezulage verbundenen Verwaltungsaufgaben wurden der damaligen Bundesversicherungsanstalt für Angestellte (BfA) als zentrale Stelle („Zentrale Zulagenstelle für Altersvermögen“) übertragen, deren Nachfolger die Deutsche Rentenversicherung Bund ist. Aufgaben der ZfA im Bereich der „Riester-Rente“ sind vor allem Berechnung, Kontrolle, Auszahlung und Rückforderung von Zulagen.
Die Mittelstands- und Wirtschaftsvereinigung der CDU/CSU forderte in 2017, die mit der Altersvorsorgezulage verbundenen Aufgaben den Finanzämtern zu übertragen, was nach Einschätzung von Lokalpolitikern erhebliche Auswirkungen für die Stadt Brandenburg nach sich gezogen hätte. Im Juli 2017 teilte der Parlamentarische Finanzstaatssekretär Michael Meister der Stadt mit, dass „Forderungen nach einer Neustrukturierung der Zulagenstelle im Rahmen des Betriebsrentenstärkungsgesetzes (BSRG) keine Berücksichtigung gefunden haben“.

## Größe und Kosten der Behörde
Die Behörde wurde offiziell am 29. Oktober 2001 in der Geschwister-Scholl-Straße in Brandenburg an der Havel eröffnet. Ursprünglich wurde eine Sollstärke von 1000 Mitarbeitern angestrebt. Folgerichtig wurde von der damaligen  Bundesversicherungsanstalt für Angestellte (BfA), der Vorläuferbehörde der Deutschen Rentenversicherung, ein passendes Grundstück an der Ecke Zentrumsring/Bauhofstraße erworben, auf dem ein Neubau für 72 Mio. € Baukosten errichtet wurde. Lange stagnierte die Beschäftigtenzahl bei 400, doch mit der Übernahme neuer Aufgaben wuchs auch der Personalstand auf nun über 1000 Mitarbeiter.

## Vertragsbestand
Die Zahl der Riesterverträge entwickelte sich von 2001 mit 1,400 Mio. Verträgen über 2011 mit 15,431 Mio. Verträgen auf einen Höchststand 2017 von 16,607 Mio. Verträgen (Versicherungen inkl. Banksparverträgen, Investmentfondsverträgen und Wohn-Riester-Verträgen/Eigenheimrenten). Seitdem geht die Zahl der Verträge kontinuierlich zurück und belief sich 2020 auf 16,370 Mio. Verträge.

## Einzelbelege
1. ↑  § 90 Absatz 1 Satz 2 EStG. gesetze-im-internet.de, abgerufen am 12. April 2022.
2. ↑  Privatvorsorge stärken. Zulagenrente erneuern. Mittelstands- und Wirtschaftsvereinigung der CDU/CSU, 5. Juli 2016, abgerufen am 14. April 2017 (Beschluss des Bundesvorstands).
3. ↑  Jürgen Lauterbach: Brandenburg kämpft um die Riester-Behörde. In: Märkische Allgemeine Zeitung. 1. März 2017, abgerufen am 14. April 2017.
4. ↑  Dietlind Tiemann: Starker ZfA-Standort in Brandenburg an der Havel gesichert. In: Focus. 11. August 2017, archiviert vom Original (nicht mehr online verfügbar) am 30. September 2017; abgerufen am 10. Juni 2021.
5. ↑  Jürgen Lauterbach: Riester-Behörde erreicht 1000 Beschäftigte. In: Märkische Allgemeine. 6. November 2014, abgerufen am 11. Juni 2021.
6. ↑  Entwicklung des Bestands an Riester-Verträgen
7. ↑  Statistik zur privaten Altersvorsorge (Riester-Rente). In: Bundesministerium für Arbeit und Soziales. 21. April 2021, abgerufen am 11. Juni 2021.